# Jenín (przystanek kolejowy)
Jenín – przystanek kolejowy w miejscowości Jenín, w kraju południowoczeskim, w Czechach. Położony jest na linii kolejowej Rybník – Lipno nad Vltavou. Znajduje się na wysokości 625 m n.p.m..  
Na przystanku nie ma możliwości zakupu biletów, a obsługa podróżnych odbywa się w pociągu.

## Linie kolejowe
- 195 Rybník - Lipno nad Vltavou